# رایت آر-۳۳۵۰ دوپلکس سایکلون
رایت آر-۳۳۵۰ دوپلکس سایکلون (به انگلیسی: Wright R-3350 Duplex-Cyclone) به معنای «چرخند دوطبقه» یک موتور رادیال دوردیفهٔ هواخنک مجهز به سوپرشارژر ساخت رایت ایروناتیکال بود. این موتور ۱۸ سیلندر که با آرایش دو ردیف ۹ سیلندری ساخته شده بود، دارای حجم ۵۵هزار سی‌سی و قدرتی در بازهٔ ۲۲۰۰ تا ۳۷۰۰ اسب بخار بود. این موتور که در دوران قبل از جنگ جهانی دوم طراحی شد، مدت زیادی در دست توسعه و تحقیق بود تا روند ساخت آن کامل شود. این موتور برای نخستین بار در سال ۱۹۴۴ در بوئینگ بی-۲۹ سوپرفورترس مشاهده شد. همچنین در هواپیمای لاکهید ال-۱۰۴۹ سوپر کانستلیشن نیز به کار رفت که تا دهه ۱۹۹۰ میلادی کاربرد آن ادامه داشت. امروزه این موتور در هواپیماهایی همانند هاوکر سی فیوری و گرومن اف۸اف بیرکت نصب می‌شود که در نمایش هوایی نوستالژیک به کار می‌روند؛ و فقط جنبه پرواز نمایشی دارد. رقیب اصلی این موتور، پرت اند ویتنی آر-۴۳۶۰ واسپ میجور بود. بازه اورهال این موتور ۳۵۰۰ ساعت پرواز بود.